# 芹川藍
芹川 藍（せりかわ あい、1950年 - ）は女優、演出家。鹿児島県出身。
1973年、東京演劇アンサンブル養成所入所。1974年、劇団青い鳥創立。1986年度紀伊國屋演劇賞、1992年度東京ジャーナル演劇部門賞を受賞。
現在、劇団青い鳥団員、「自己発見表現講座」講師、新潟青陵大学短期大学非常勤講師。

## 主な出演

### 舞台
- 劇団青い鳥上演全作品
- 「ポロロッカ〜料理・掃除・洗濯〜」（2003年）
- 「シンデレラ ファイナル」（2004年）

#### 客演
- 「私の青空」（本多劇場プロデュース）
- 「想稿 銀河鉄道の夜」（北村想プロデュース）
- 「女たちの十二夜」（松竹製作）

### 映画
- 「犬と歩けば チロリとタムラ」（アルゴピクチャーズ、監督：篠崎誠）

### CF
- ヴィックスドロップ

ほか

### テレビ
- JOCX-TV2「NY者」（1988年、フジテレビ）
- 土曜ドラマ「兄弟」（1989年、NHK）
- ゴーイング マイ ホーム（2012年、関西テレビ） - フミヨ 役

## 演出
- 「ガルボの帽子」
- 「青い鳥のハムレット」
- 「最終版ゆでたまご」
- 「今日はニャンの日」
- 「ブルゥー」
- 「実験」（韓国居昌演劇フェスティバル参加）
- 「銀の実時間」（青山演劇フェスティバル）
- 「葉っぱのぱはパワーのパ」（こどもの城・キリンファミリー劇場）
- 「Tokyo Paris London SAKURA」
- 「ポロロッカ」
- 「シンデレラ ファイナル」
- ヘアショー（トニー&ガイ）
- ファッションショー（オルブローブ）
- 「WE LOVE YOU」（女性芸術劇場）
- 世界エイズデー（かながわ）
- 吉岡しげ美コンサート

## 劇作
- 「実験」（共同創作）
- 「銀の実時間」
- 「WE LOVE YOU」
- 「静かなる革命」（共同創作）
- 「ポロロッカ」（葛西佐紀との共同創作）

## 受賞
- 1986年度紀伊國屋演劇賞 ：「いつかみた夏の思い出」「青い実をたべた」
- 1992年度東京ジャーナル演劇部門賞